# Rei de Troia
Els reis de la Tròade o reis de Dardània, posteriorment dividits ens dos regnes; Dardània i Troia, foren foren, segons la mitologia grega, el governants de la Tròade, regió de les ciutats de Troia i Dardània, des de la fundació mítica pel príncep de Creta Escamandre de la primera població assentada a la zona fins a la destrucció de les dues ciutats en finalitzar la Guerra de Troia.

## Llista de reis
- Escamandre, príncep de Creta i fundador del primer assentament de població
- Teucre, fill de l'anterior

### Reis de Dardània
- Dàrdan, espòs de Batia, filla de Teucre
- Erictoni, fill de l'anterior
- Tros, fill de l'anterior. En honor seu es va anomenar la regió com Tròade

Quan el príncep Ilos fundà Troia, abandonà Dardània, en morir el rei Tros es repartiren les possessions entre els dos germans; Dardània per a Arsàrec i Ilion per a Ilos.
| - Arsàrec, fill de l'anterior - Capis, fill de l'anterior - Anquises, fill de l'anterior i últim rei de Dardània | - Ilos, fill de l'anterior. Va fundar la ciutat d'Ilion (Troia) a prop de Dardània - Laomedont, fill de l'anterior. Sota el seu regnat es construïren les famoses muralles de Troia. Fou assassinat per Hèracles - Príam, fill de l'anterior i últim rei de Troia |

Amb la Guerra de Troia, les dues ciutats quedaren enrunades. Enees (fill d'Anquises de Dardània) casat amb Creusa (filla de Príam de Troia) emigrà fins al Laci, on el seu fill Ascani va fundar Alba Longa i els seus descendents serien Ròmul i Rem, fundadors mítològics de Roma.